# Chościszowice
Chościszowice – wieś w Polsce położona w województwie dolnośląskim, w powiecie bolesławieckim, w gminie Bolesławiec.
W latach 1975–1998 miejscowość należała administracyjnie do województwa jeleniogórskiego.
15 marca 1947 roku urzędowo wprowadzono polską nazwę Chociszowice w miejsce niemieckiej Neu Schönfeld. Później nazwę przekształcono na Chościszowice.